# 豪厄爾鎮區 (密歇根州)
豪厄爾鎮區（英語：Howell Township）是位於美國密歇根州利文斯頓縣的一個行政鎮區。

## 地方資料
豪厄爾鎮區的面積為82.90平方千米，當中陸地面積為82.40平方千米，而水域面積為0.50平方千米。根據2020年美國人口普查的數據，當地共有人口7893人，而人口密度為每平方千米95.21人。